# Aline Caro-Delvaille
Pour les articles homonymes, voir Caro et Delvaille.
Aline Caro-Delvaille, née Aline Fernande Lévy le 3 avril 1878 à Verdun, dans la Meuse, est une traductrice, femme de lettres et conférencière française. Elle est la tante de l'ethnologue français, Claude Lévi-Strauss et l'épouse du portraitiste Henry Caro-Delvaille.

## Biographie

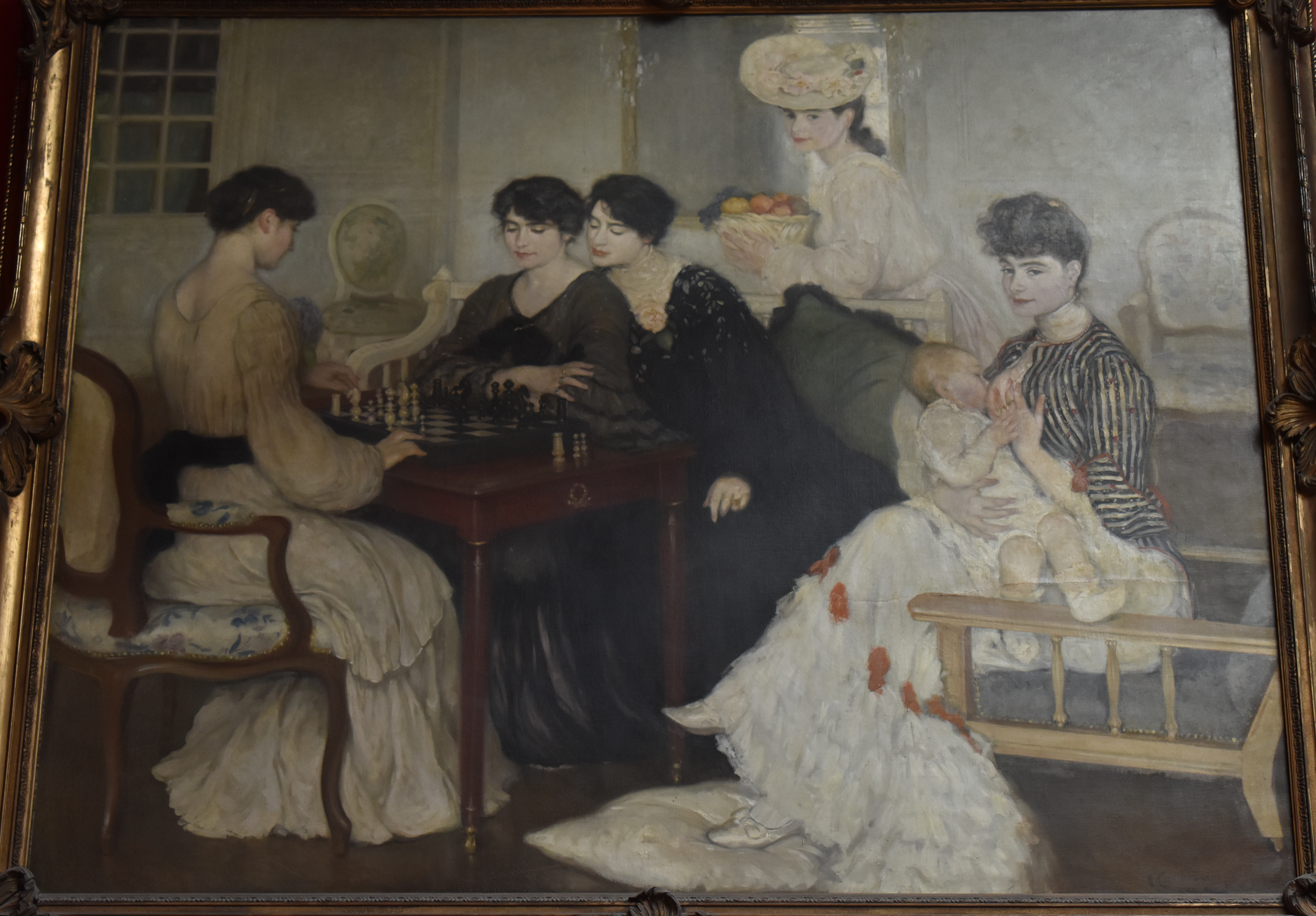
Ma femme et ses sœurs, H. Caro-Delvaille, 1903.

Née en 1878 à Verdun, elle est la fille d'Émile Lévy, grand rabbin de Versailles puis de Bayonne, et également officier d'académie, et de Sarah Moch. Aline Lévy étudie à l'École Normale Supérieure de Sèvres dans les années 1890 et termine quatrième au concours de l'enseignement secondaire de lettres. Elle vit avec ses parents à la villa des Platanes à Bayonne lorsqu'elle épouse le peintre Henri Caro-Delvaille en décembre 1900 à la mairie de Bayonne. Le couple aura deux enfants : un garçon et une fille avec qui ils vivront 10 rue Lormand à Bayonne dans les années 1910 en compagnie de la mère d'Henry, Catherine Rueff ainsi que de son frère banquier, Charles.
À partir de janvier 1898, elle écrit pour La Fronde des fictions sous le pseudonyme Grognarde. À partir des  années 1920, elle écrit depuis les États-Unis pour Le Figaro, et donne sur place des conférences pour l'Alliance française notamment dans des clubs et écoles, comme à Chicago ou à Bryn Mowr en Pennsylvanie ; elle a également été à l'Agnes Scott Campus d'Atlanta ou encore à la Municipal Art Society à Baltimore. Aline Caro-Delvaille est membre de la Société des gens de lettres, elle est nommée chevalière de la Légion d'honneur en février 1935 par le ministère des Affaires étrangères pour ses services d'expansion culturelle aux États-Unis. Elle écrit encore à la fin des années 1940 sur la vie aux États-Unis dans son ouvrage L'Amérique sans Hollywood ou encore dans des articles pour Le Monde.

## Ouvrages
- Lemere, Ce charmant Thaddée Svenko, 1928[7]
- L'Amérique sans Hollywood, 1949[8]

### Traductions
- Henry K. Marks, Lame de fond, Le Monde Nouveau, 1924[9]
- Henry K. Marks, Valma, Gallimard, 1928[10]

## Distinction
- Chevalière de la Légion d'honneur (1935)